# Stará celní cesta
Celní cesta je historická cesta spojující Horní Albeřice s polským Niedamirówem.

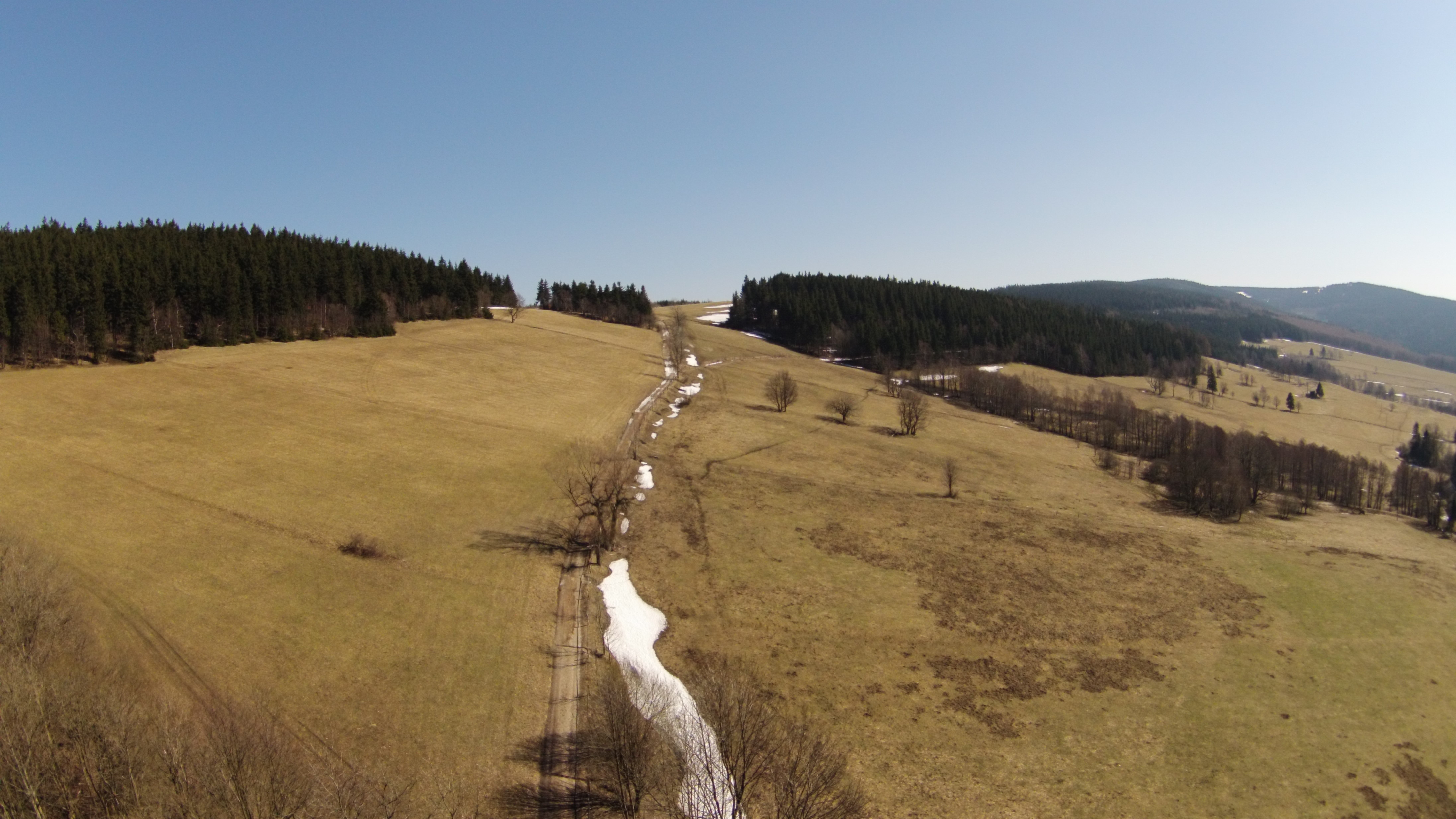
Celni cesta ze vzduchu

## Historie
Podle starých map představovala Celní cesta jedinou průjezdnou cestu z Českého království do Slezska vedenou přes Krkonoše. Roku 1620 tudy odcházeli do exilu místní protestanti a nejspíš tudy také z kostela v Horním Maršově utíkal luterský kněz Zacharias Schmeidt se svými farníky před jezuity.

## Popis
Původně vedla přes albeřické sedlo, později lysečinským a albeřickým údolím. V původní podobě se zachoval pouze kilometrový úsek od celnice k přechodu do Slezska. Cesta je vedena po hřebeni k hraničnímu přechodu do Polska a lemují ji aleje jasanů a jeřábů. Na konci cesty stojí boží muka s kalichem a je odtud výhled na Sněžku a okolí. Při stoupání z Albeřic se vpravo v úvozu nachází bývalá cesta zničená vodou. Na místě bývalé celnice byl vystavěn hotel a restaurace. Kousek od ní se nachází Bischofův lom, jenž zásoboval vápencem i nedalekou vápenku u hlavní cesty, v níž je nyní Muzeum Vápenka.

## Galerie

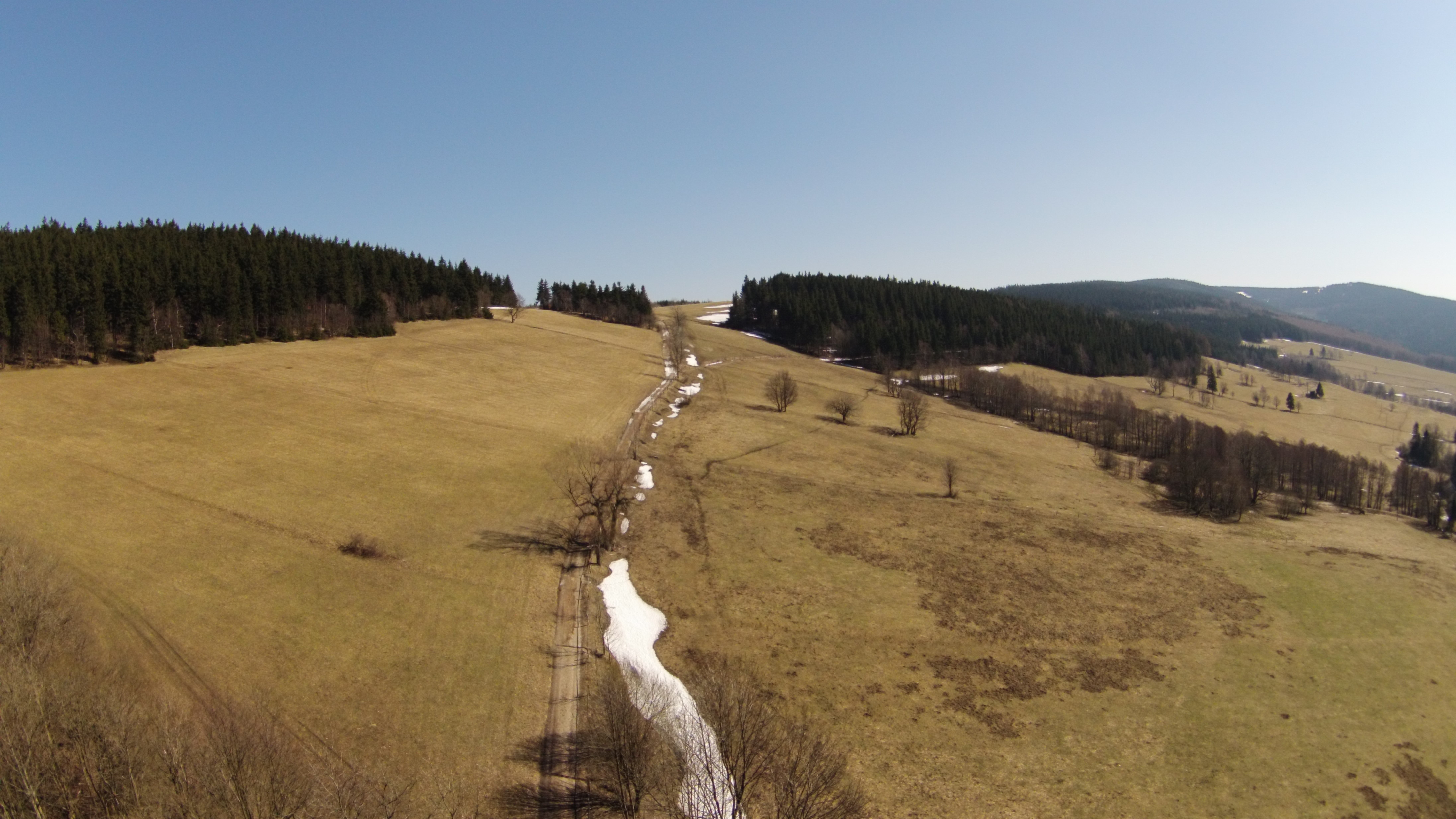
Pohled na cestu
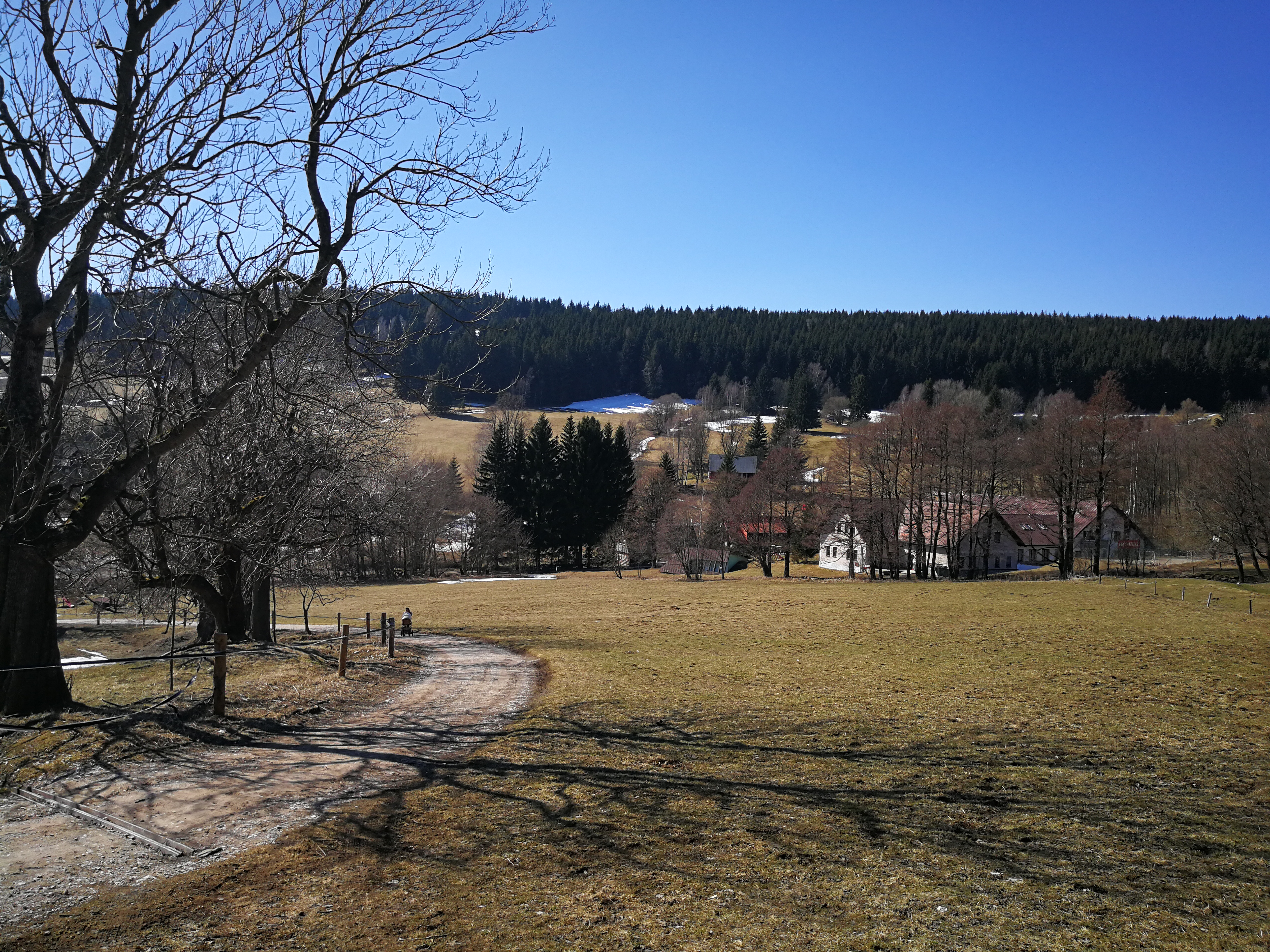
Pohled na Abeřice
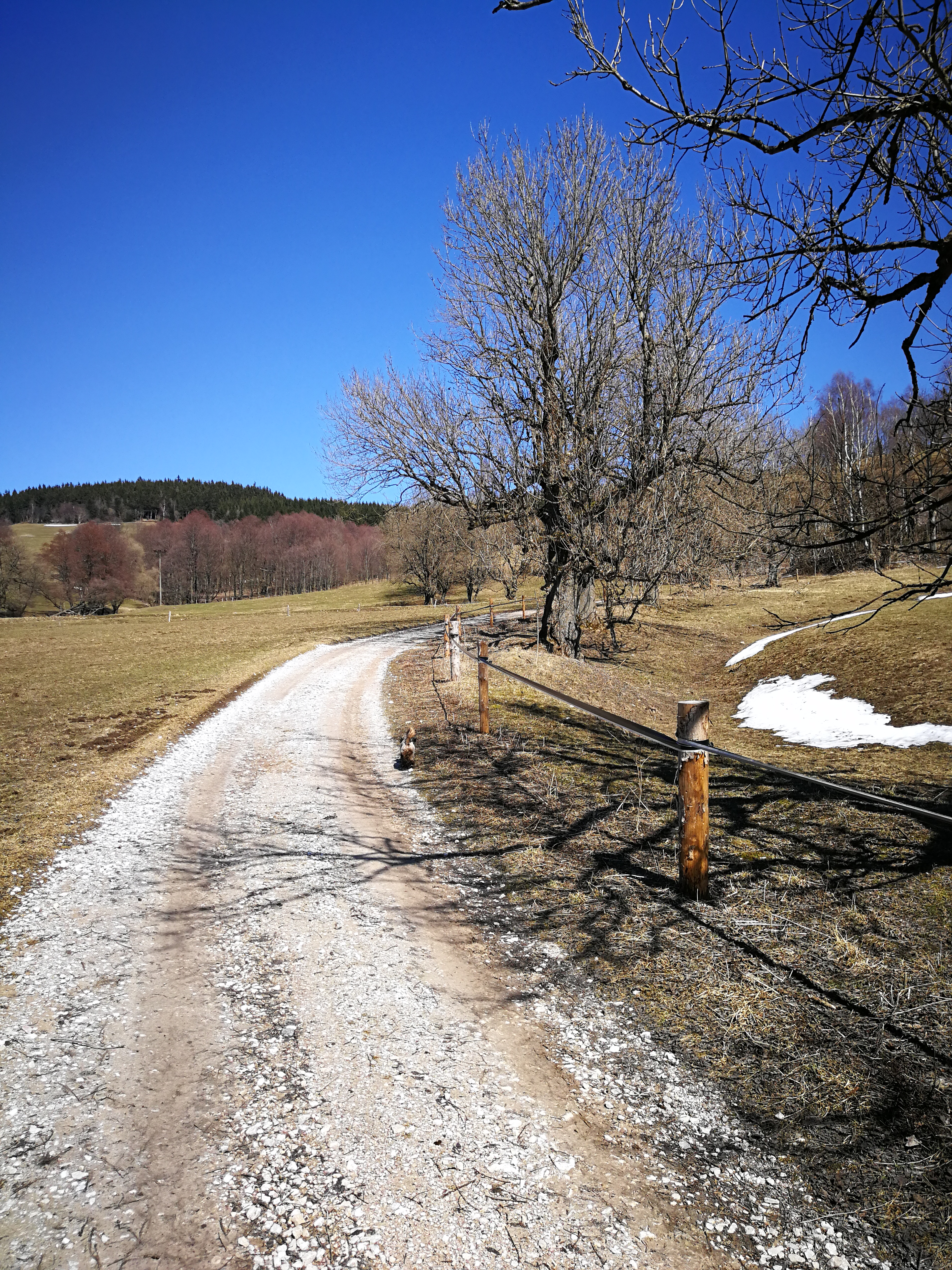
Cesta